# Eau-18O
L'eau-18O est un composé chimique de formule H218O. Il est utilisé comme cible pour la production de fluor 18, ce dernier étant utilisé en tomographie par émission de positrons. L'eau-18O peut également être employé en spectrométrie de masse dans des expériences de marquage isotopique enzymatique.
H218O a été détectée dans le milieu interstellaire.